# Dynastie Jin de l'Est
Pour un article plus général, voir Six dynasties.
Pour les articles homonymes, voir Jin.
317–420
Entités précédentes :
- dynastie des Jin de l'Ouest

Entités suivantes :
- Dynastie Song du Sud

La dynastie Jin de l'Est (ou Jin orientaux, Dong Jin 東晉/东晋) est une dynastie chinoise qui domina la Chine du Sud entre 317 et 420. Elle constitue avec la dynastie Jin de l'Ouest (265-317) qui la précéda une séquence de deux dynasties successives portant le nom de Jin (晉), que l'historiographie traditionnelle chinoise reconnaît parfois comme une seule dynastie Jin, fondées par des membres de la famille militaire des Sima (司馬).
Cette dynastie fut fondée à la suite de l'effondrement de la dynastie Jin de l'Ouest (265-317) qui dominait toute la Chine, dont le centre de l'empire, situé en Chine du Nord à Luoyang, tomba aux mains de peuples non-Chinois qui se partagèrent le Nord durant la période des Seize Royaumes (317-439). Un prince issu du clan impérial de la dynastie Jin, les Sima, réussit à prendre le pouvoir dans le Sud, et avec l'aide d'aristocrates qui s'étaient réfugiés auprès de lui il parvint à maintenir son indépendance, inaugurant ainsi une longue période de séparation entre la Chine du Nord et la Chine du Sud, qui devait durer jusqu'à la réunification par la dynastie Sui en 589.
La fondation dans le Sud d'une lignée assurant la continuité de la dynastie Jin, d'origine chinoise, contre les dynasties d'origine étrangère du Nord, entraîna une grande vague de migrations qui se poursuivit durant le IVe siècle, entraînant le développement de cette région, mais en même temps de nombreux problèmes puisque les nouveaux venus durent trouver des endroits où s'installer, se constituer des domaines, alors que leurs élites exerçaient le pouvoir politique, face aux anciennes populations d'origine chinoise ou indigène implantées depuis plus longtemps dans les régions méridionales. Progressivement se forma une nouvelle société chinoise, particulièrement florissante autour de la capitale Jiankang (l'actuelle Nankin) qui devint un centre politique, intellectuel et économique de premier plan. Se développa notamment une riche tradition littéraire et artistique, marquée notamment par le développement du bouddhisme.
La dynastie Jin de l'Est connut de nombreux troubles politiques, opposant les élites et le clan impérial qui ne fut jamais en mesure d'exercer une autorité incontestée. Ce contexte troublé, ainsi que divers conflits contre les royaumes du Nord, favorisèrent l'ascension des généraux appartenant à des clans d'origine militaire qui finirent par dominer les affaires de l'empire à la fin du IVe siècle. Le grand vainqueur des conflits de cette période, Liu Yu, détrôna le dernier empereur Jin et fonda sa propre dynastie, celle des Song du Sud, en 420. L'héritage des Jin de l'Est fut préservé par quatre autres dynasties méridionales qui lui succédèrent et accompagnèrent le développement du Sud, qui pesa dès lors de plus en plus dans l'histoire de la civilisation chinoise.

## Cadre géographique: le Sud

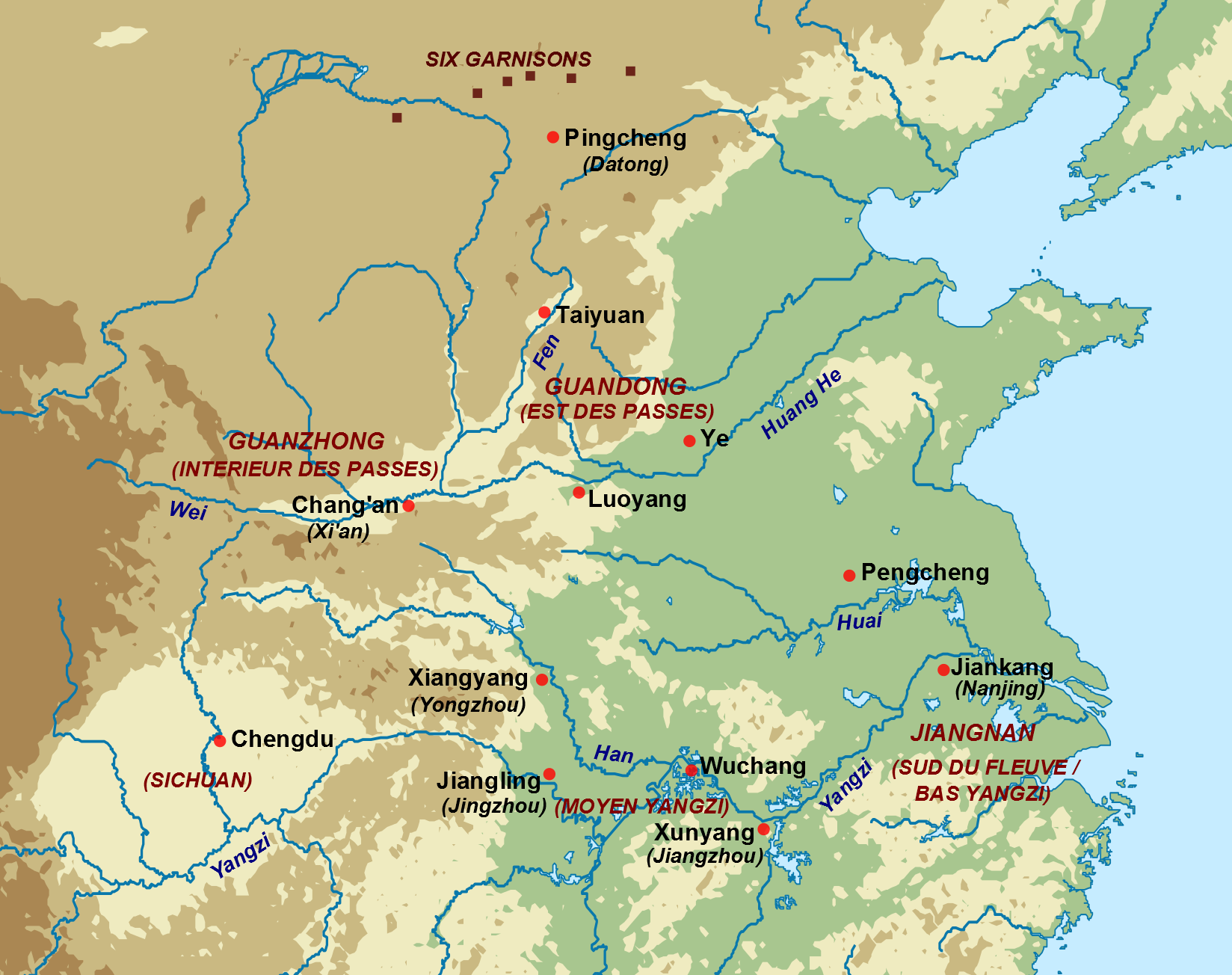
Localisation des principales villes et entités géographiques de la période de division (220-589).

Après la prise de contrôle du Nord de la Chine par des dynasties d'origine non-Chinoise, les réfugiés du Nord s'établissent dans les terres méridionales passées sous le contrôle des Jin orientaux. Ces régions sont depuis longtemps intégrées dans l'espace chinois : elles avaient été dominées par des royaumes antiques (Chu, Yue, Wu) partageant de nombreuses affinités avec ceux de la plaine Centrale qui était le cœur de la civilisation chinoise, avant d'être des provinces des empires Qin et Han, qui s'étaient étendus jusqu'au Nord de l'actuel Vietnam. Après la chute des Han, le Sud avait été placé pour sa plus grande partie sous la domination du royaume de Wu, exception faite du Sichuan et de quelques régions voisines contrôlées par le royaume de Shu. Bien que constituant une bonne moitié de l'espace géographique chinois, ces régions ne représentent qu'une faible part de sa population, difficile à établir avec exactitude. 
Les principaux foyers de peuplement y sont des sortes d'îlots entourés par de vastes espaces peu peuplés. Un premier ensemble est situé dans le Bas Yangzi, autour de Jiankang (aujourd'hui Nankin), capitale de Wu puis des Jin orientaux, du Lac Tai et de la Baie de Hangzhou. Il est aisément accessible depuis le Nord en passant par le bassin de la rivière Huai et de ses affluents, région occupée par de nombreux lacs et marécages. Plus à l'Ouest, la région du Moyen Yangzi et de la rivière Han (la province de Jing) était un autre espace important, autour des villes de Jiangling (l'actuelle Jingzhou) et Xiangyang, souvent disputé entre Nord et Sud, bien qu'il soit peu aisé d'accès pour le premier en raison des chaînes des Qinling et Funiu qui les séparaient. La région de Jiang, située entre Moyen et Bas Yangzi autour du lac Poyang et du bassin de la rivière Gan ouvraient l'accès vers les régions situées encore plus au Sud, qui étaient les moins peuplées. Les principales villes de cet extrême-sud étaient Panyu (l'actuelle Canton), et Jiaozhi (Hanoi), qui permettaient d'accéder aux routes maritimes du sud asiatique mais étaient situées très à l'écart du reste de l'empire. Tout à l'Ouest, le Sichuan constituait une région à part, enclavée car isolée du Nord par la chaîne du Daba, du Moyen Yangzi par les Trois Gorges, et des régions à son midi par d'autres montagnes. Cela explique pourquoi elle put être autonome à de nombreuses reprises durant la période de division. 
Ces régions étaient peuplées par des Chinois, qui avant l'arrivée des migrants du début du IVe siècle parlaient leurs propres variantes de la langue chinoise et avaient des spécificités culturelles les différenciant des Septentrionaux. Les espaces moins peuplés situés entre ces archipels chinois, souvent des régions de collines et de forêts, étaient occupés par des populations non-Chinoises parlant des langues indigènes (certaines sans doute apparentées au thaï ou au vietnamien actuels) qui n'avaient pas été assimilées par les Chinois : les Man, les Liao, les Li et les Xi. En raison de la présence de nombreux cours d'eau et de régions de collines et de montagnes, les transports dans le Sud se faisaient beaucoup par voie fluviale. Le développement agricole passait par le drainage des espaces humides, l'irrigation et le défrichement des espaces forestiers, permettant l'expansion de la riziculture qui accompagna le développement démographique du Sud.

## Histoire
| « Trois Royaumes » 220-280 : 60 ans                              | « Trois Royaumes » 220-280 : 60 ans                 |
| ---------------------------------------------------------------- | --------------------------------------------------- |
| Chine du Nord : Wei à Luoyang                                    | Chine du Sud-Ouest: Shu, Chine du Sud-Est : Wu      |
| brève réunification : Jin occidentaux à Luoyang 265-316 : 51 ans |                                                     |
| nouvelles fragmentations                                         |                                                     |
| au Nord : « Seize Royaumes » : 304-439 : 135 ans                 | au Sud : Jin orientaux 317-420 : 103 ans            |
| « Dynasties du Nord »                                            | « Dynasties du Sud »                                |
| Wei du Nord 386-534 : 148 ans                                    | Song du Sud 420-479 : 59 ans                        |
| Wei de l'Est 534-550 : 16 ans                                    | Qi du Sud 479-502 : 23 ans                          |
| Wei de l'Ouest 535-556 : 21 ans                                  | Liang 502-557 : 55 ans                              |
| Qi du Nord 550-577 : 27 ans                                      | Liang postérieurs, ou Liang du Sud 555-587 : 32 ans |
| Zhou du Nord 557-581 : 24 ans                                    | Chen 557-589 : 32 ans                               |

### La fondation des Jin orientaux
La dynastie Jin dominait la Chine depuis 280, après avoir mis fin aux Trois royaumes. Mais son pouvoir n'avait jamais été fermement établi : une guerre civile terrible, la guerre des huit princes, avait considérablement affaibli le pouvoir des empereurs, tandis que les généraux issus de peuples non-Han venus du Nord (en premier lieu les Xiongnu) disposaient d'une emprise de plus en plus forte sur les territoires dans lesquels ils avaient été établis par les souverains chinois depuis les derniers temps de la dynastie Han. En 311, le général xiongnu Liu Yao profita du déclin des Jin pour prendre leur capitale Luoyang, massacrant une grande partie de la famille impériale, de l'aristocratie et de la population de la ville. L'empereur Huaidi, laissé en vie, fut par la suite mis à mort par un autre général xiongnu, Liu Cong. Un survivant du clan des Sima-Jin tenta de régner à partir de Chang'an sous le nom de Mindi, mais il fut finalement vaincu par Liu Yao qui le fit assassiner en 318. C'en était fini de la domination des Jin en Chine du Nord.
La survie de la dynastie Jin devait venir d'un de ses membres disposant du poste de gouverneur militaire de la province de Yangzhou, Sima Rui , qui se proclama empereur sous le nom de Yuandi en 317. Il établit sa capitale dans sa province, à Jianye/Jiankang, l'actuelle Nankin, ancienne capitale du royaume de Wu.

### Les premières tensions internes et luttes contre le Nord

Situation politique de la Chine du Nord en 327, au début de la période des Seize Royaumes et des Jin de l'Est.

La prise du pouvoir par les ethnies barbares du Nord et les massacres qui en avaient résulté avaient entraîné l'exil dans le Sud d'une grande partie de l'aristocratie ayant survécu à ces événements. Ceux-ci appuyèrent la montée sur le trône de Yuandi, mais firent rapidement en sorte de l'empêcher d'exercer pleinement son pouvoir. Cela fut facilité par le fait que, originellement placé à la tête d'une province d'importance secondaire et peu peuplée, il ne disposait pas de moyens militaires importants. Par la suite, les empereurs Jin furent généralement placés sous la coupe des clans les plus puissants. Les Wang, originaires du Shandong et établis dans le Moyen Yangzi, furent les premiers à tenter de dominer la cour de Jiankang, sous l'égide de Wang Dun et Wang Dao. Yuandi tenta de les mettre au pas, mais cela eut pour seul effet d'aboutir à la révolte et à la victoire de Wang Dun en 322.
Parallèlement, plusieurs généraux émigrés dans le Sud qui avaient fait allégeance à Yuandi luttèrent contre les chefs de guerre du Nord, dans l'espoir de reprendre pied dans leur région d'origine. Le plus actif dans les premières années des Jin orientaux fut Zi Tu, à qui fut confiée une armée pour reprendre le Nord, dont le plus puissant commandant était alors Shi Le (en), d'ethnie Jie, qui avait supplanté les chefs xiongnu. Mollement soutenu par le pouvoir central qui était plus préoccupé par la lutte contre le clan Wang et faisant face à un adversaire redoutable, il réussit une campagne qui l'amena jusqu'au Hebei. Mais il fut vaincu en 319 et dut rebrousser chemin vers le Sud où il ne réussit pas à monter une nouvelle expédition. Shi Le réussit rapidement à reprendre les territoires perdus, fondant la dynastie des Zhao postérieurs.
La lutte entre la cour et les Wang finit par tourner à l'avantage des premiers quand l'empereur Mingdi et ses alliés réussirent à tenir tête à Wang Dun puis son successeur Wang Han. Le nouveau grand général qui émergea durant ces luttes était Su Jun, qui profita dans un premier temps de ses succès, amassant titres et honneurs, et fut envoyé pour garder la frontière nord. Il entra finalement en conflit contre le pouvoir central, et saccagea la capitale en 328. Mais il fut vaincu par des généraux du Moyen Yangzi appuyant la cour impériale.

### L'hégémonie de Huan Wen
Après la mort de Shi Le en 333, les Zhao postérieurs s'affaiblirent puis furent supplantés par d'autres chefs de guerre : d'abord Ran Min, d'origine Han, qui n'entendit pas causer des troubles aux Jin ; puis les généraux Murong, qui fondèrent la dynastie des Yan antérieurs, guère plus agressive envers leur voisin méridional dans un premier temps ; à l'ouest dominaient les Qin antérieurs, établis à Chang'an et dirigés par des guerriers d'ethnie Die. 
Le royaume des Jin orientaux s'était raffermi après ses premiers échecs, mais les empereurs étaient toujours obligés de se placer sous la protection des grandes familles pour garantir la stabilité de leur pouvoir. En 347, son nouvel homme fort, le général Huan Wen, beau-frère de l'empereur Mingdi (322-325), avait conquis le royaume de Cheng Han au Sichuan. Établi dans le Moyen Yangzi, il était d'origine modeste et devait son ascension à ses succès militaires. En 352, il profita de la défaite du général Yin Hao contre les Qin antérieurs pour prendre le commandement des troupes destinées à la lutte contre les royaumes du Nord. Ses premiers succès lui ouvrirent la voie vers Luoyang, qui fut prise en 354, mais sa tentative de se diriger vers Chang'an fut un échec en raison de la résistance farouche de ses adversaires qui pratiquèrent une politique de la terre brûlée. Il dut battre en retraite, tandis que ses troupes affamées étaient décimées par les attaques de ses adversaires. Ses entreprises militaires connurent un échec final en 369 face aux Yan antérieurs. Après avoir lancé une audacieuse offensive qui le conduit à franchir le fleuve Jaune, il dut battre en retraite après des premiers revers et sous la menace d'une intervention des Qin antérieurs. Les Yan se mirent à sa poursuite et lui infligèrent une lourde défaite à Xiangyi dans le Henan. 
Cela ne l'empêcha pas de dominer la cour jusqu'à sa mort en 373, entreprenant d'importantes réformes militaires et administratives qui raffermirent le royaume Jin en érodant la puissance militaire des grandes familles. Avec lui les familles d'origine militaire faisaient le premier pas vers la prise de contrôle des affaires du royaume.

### La lutte contre les Qin antérieurs

La frontière entre les Qin antérieurs et les Jin avant la bataille de la rivière Fei (ligne rouge vif), et après la contre-attaque des Jin juste avant l'effondrement des Qin (bordeaux).

Pendant les années 370, les Qin antérieurs s'étaient affirmés comme la puissance dominante du Nord sous l'égide de Fú Jiān, même s'il fallait que celui-ci compose avec les autres chefs de guerre issus d'ethnies différentes de la sienne, à la loyauté mal assurée. Il avait réussi à prendre plusieurs territoires aux Jin : d'abord le Sichuan, puis la région de Xiangyang, porte d'entrée vers la basse vallée du Yangzi et donc le cœur du royaume méridional. En 383, il parvint à réunir plusieurs armées dans le but de conduire une attaque décisive contre les Jin. 
Depuis la mort de Huan Wen, la cour des Jiankang était dominée par les membres du clan Xie, dirigés par Xie An assisté par son frère Xie Shi et son neveu Xie Xuan. Ils contrôlaient les troupes militaires les plus performantes du royaume, celles de la garnison du Commandement du Nord à Zhengjiang. Xie Xuan, assisté par Huan Yi, mena les opérations contre les Qin antérieurs, qui furent défaits lors de la bataille de la rivière Fei, empêchant la chute des Jin et donc une possible nouvelle unification de la Chine. Les généraux des Jin lancèrent ensuite des attaques contre le Nord, parvenant jusqu'au Henan et au Shandong. Le pouvoir des Qin antérieurs s'effrita rapidement, permettant l'affirmation de royaumes rivaux qui ne menacèrent pas les Jin (Yan postérieurs, Yan occidentaux, Qin postérieurs). 
Le clan Xie constituait dès lors une menace pour la pérennité du clan des Sima-Jin. Le plus actif de celui-ci, le prince Sima Daozi, oncle de l'empereur Mingdi, parvint à se débarrasser de Xie An en 385 puis à écarter le reste de son clan. Il dirigea le royaume quelques années, prenant des mesures centralisatrices et se heurtant aux autres grands clans du royaume, les Wang et les Huan, qui se soulevèrent contre lui.

### La chute de la dynastie

Les royaumes se partageant la Chine en 409, avant les campagnes de Liu Yu.

La guerre civile dura pendant une dizaine d'années. Elle précipita le royaume dans une situation catastrophique, puisque plusieurs foyers de révoltes s'embrasèrent face à la décrépitude du pouvoir central. En amont du Yangzi, Huan Xuan, le fils de Huan Wen, s'était taillé son propre domaine, et un peu plus en aval dominait Wang Gong. Ce dernier fut éliminé quand Sima Daozi acheta l'appui du général en chef du Commandement du Nord, Liu Laozhi. Mais cela ne fit que reporter la menace sur ce dernier, et la cour tenta alors de lever des troupes dans le Bas Yangzi, ce qui eut pour effet d'accroître les tensions politiques et sociales. C'est sans doute en partie à la suite de cela qu'une révolte populaire éclata sur les côtes du Zhejiang, conduite par un certain Sun En inspiré par le mouvement taoïste des Maîtres célestes qui parvint à prendre Guiji et à menacer la capitale, avant d'être vaincu par le prince Sima Yuanxian, se suicidant par noyade avec ses plus fervents fidèles en 402. Pendant ce temps, Huan Xuan avait pris possession d'une grande partie des régions situées en amont du Yangzi. Il lança une attaque contre la capitale, et triompha grâce à la défection à son profit de Liu Laozhi et des troupes du Commandement du Nord. Sima Daozi et Sima Yuanxian furent mis à mort, tandis que Liu Laozhi était mis à l'écart puis acculé au suicide en dépit de son appui décisif car il constituait une menace trop importante. Plutôt que d'introniser un empereur fantoche issu du clan des Sima-Jin, Huan Xuan se proclama en 403 empereur d'une nouvelle dynastie, celle des Chu.
Huan Xuan ne put établir une dynastie durable. Il fut vaincu et tué en 404 par Liu Yu, général de basse extraction du Commandement du Nord qui s'était révolté après la mise à mort de Liu Laozhi. Le vainqueur assura la survie de la dynastie Jin pour quelques années, même s'il était désormais le maître incontesté du Sud du fait de sa mainmise sur l'appareil militaire du royaume. Malgré les troubles l'ayant récemment affecté, celui-ci restait suffisamment puissant pour permettre à Liu Yu de mener une politique d'expansion ambitieuse. En 404-406, ses troupes mirent en déroute les Yan méridionaux, puis elles reprirent le contrôle du Sichuan où un chef de guerre du nom de Qiao Zong avait pris le pouvoir avec l'appui des Qin postérieurs. Les succès les plus marquants de Liu Yu étaient cependant encore à venir : ses victoires furent conclues par la prise des deux anciennes capitales des Han, Luoyang en 416 et Chang'an en 417, éliminant les Qin postérieurs. Mais il préféra alors sécuriser sa position dans le Sud plutôt que de la raffermir au Nord : il se para d'abord du titre de Prince de Song, dignité en principe réservée à la famille impériale, puis força le dernier empereur Jin, Gongdi, à abdiquer en sa faveur en 420 (avant de le faire assassiner l'année suivante), fondant la dynastie des Song méridionaux. Pendant ce temps, ses généraux perdaient le contrôle de Chang'an puis de Luoyang, laissant la place à l'hégémonie des Wei septentrionaux sur le Nord de la Chine. S'ouvrait alors la période des dynasties du Nord et du Sud.

## Empereurs
| Nom posthume                                                                                               | Noms de famille et prénoms | Durée des règnes | Noms et date de début et de fin des ères               |
| --- | -------------------------- | ---------------- | ------------------------------------------------------ |
| Par convention, en Chinois le nom complet des Empereurs Jin se décompose comme suit : "Jin" + nom posthume |                            |                  |                                                        |
| Dynastie des Jin de l'Est 317–420                                                                          |                            |                  |                                                        |
| Yuan Di | Sima Rui                   | 317–323          | - Jianwu 317–318 - Taixing 318–322 - Yongchang 322–323 |
| Ming Di | Sima Shao                  | 323–325          | - Taining 323–326                                      |
| Cheng Di                                                                                                   | Sima Yan                   | 325–342          | - Xianhe 326–335 - Xiankang 335–342                    |
| Kang Di | Sima Yue                   | 342–344          | - Jianyuan 343–344                                     |
| Mu Di | Sima Dan                   | 344–361          | - Yonghe 345–357 - Shengping 357–361                   |
| Ai Di | Sima Pi                    | 361–365          | - Longhe 362–363 - Xingning 363–365                    |
| Fei Di | Sima Yi                    | 365–372          | - Taihe 365–372                                        |
| Jianwen Di                                                                                                 | Sima Yu                    | 372              | - Xianan 372–373                                       |
| Xiaowu Di                                                                                                  | Sima Yao                   | 372–396          | - Ningkang 373–375 - Taiyuan 376–396                   |
| An Di | Sima Dezong                | 396–419          | - Longan 397–402 - Yuanxing 402–405 - Yixi 405–419     |
| Gong Di | Sima Dewen                 | 419–420          | - Yuanxi 419–420 (abdication)                          |

## Un empire méridional sous tensions: aspects politiques et sociaux

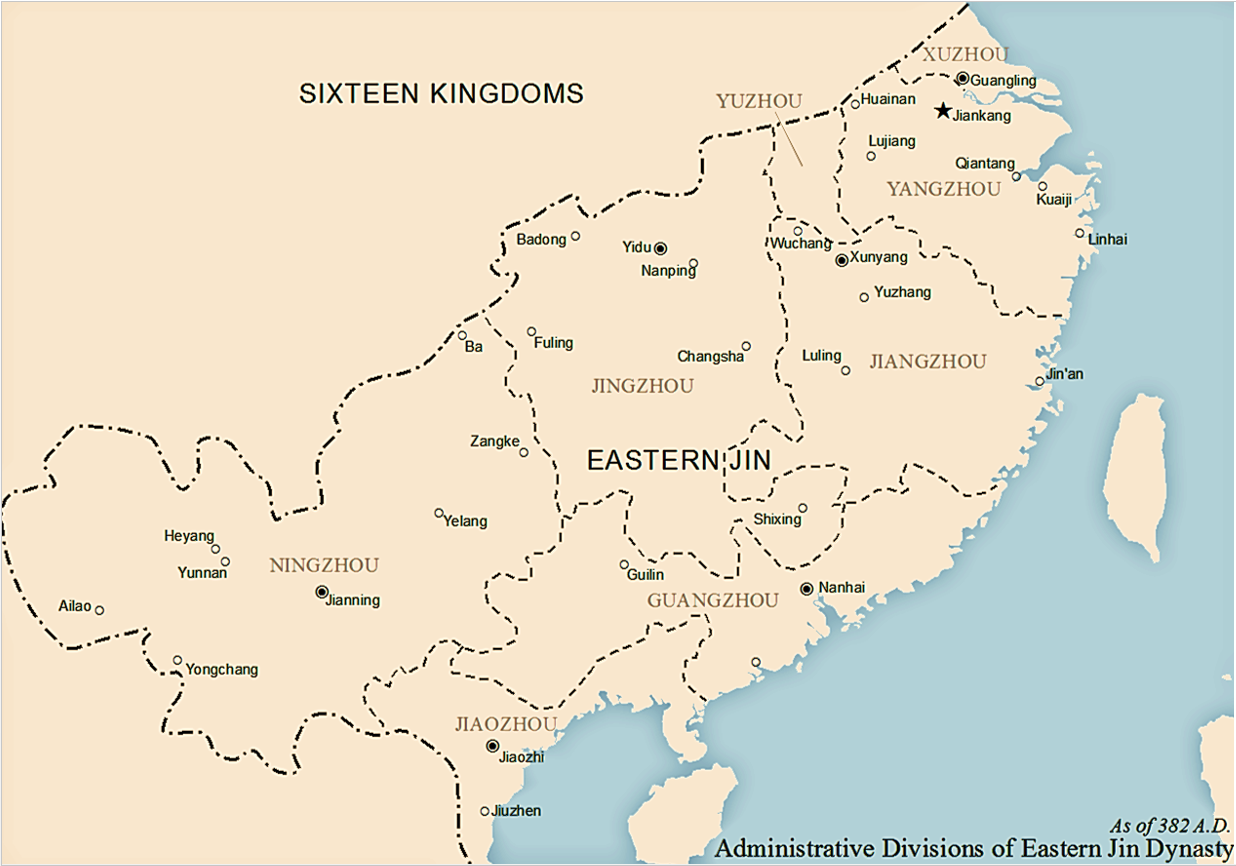
Les provinces de l'empire des Jin orientaux en 382.

Dès sa fondation, le pouvoir des Jin orientaux est traversé par de nombreuses tensions dont il ne saura jamais triompher. L'afflux de migrants depuis le Nord a posé de nombreux soucis d'adaptation. D'abord étrangers dans des régions où ils n'étaient pas forcément bien accueillis par les locaux, ils s'adaptèrent au fil des générations, au point de développer une identité de Méridionaux, tout en conservant le souvenir de leurs origines. Un autre grand facteur de troubles fut les dissensions traversant le milieu des élites : la dynastie régnante ne fut jamais en mesure d'exercer un pouvoir incontesté face aux grandes familles aristocratiques qui l'avaient appuyée lors de sa prise de pouvoir, tandis que des tensions importantes partageaient également ces élites dans leur lutte pour préserver leur position ou exercer une position hégémonique à la cour. La persistance des tensions mêlée aux luttes récurrentes contre les royaumes du Nord devait finalement conduire à l'affirmation de lignages d'extraction basse qui avaient supplanté les grandes familles dans les affaires militaires. Ce milieu devait fournir les fondateurs des dynasties du Sud qui succédèrent aux Jin orientaux durant la période de division.

### Les migrants et leur installation dans le Sud
Le changement majeur qui marque la période des Jin orientaux est la migration d'une grande population de personnes en direction du Sud, en raison des nombreux troubles politiques liés à l'effondrement des Jin occidentaux et à l'affirmation des royaumes « barbares ». La continuité des troubles dans le Nord (notamment au moment de la chute des Qin antérieurs) entraîna d'autres migrations par la suite, venant grossir encore la population méridionale. Ces migrations concernèrent aussi bien des aristocrates importants comme des personnes des basses couches des élites, qui venaient souvent accompagnés par leur clan et des dépendants. D'autres ont sans aussi voyagé en plus petits groupes ou bien isolément. Ces migrants se sont avant tout installés dans la région du Bas Yangzi, plus aisément accessible depuis le Nord, mais d'autres sont également allés dans le Moyen Yangzi, et dans une moindre mesure au Sichuan ou dans l'Extrême-Sud.
L'implantation de cette grande population d'immigrés (que l'on a bien de la peine à évaluer numériquement) fut donc un problème aigu pour les gouvernants des Jin orientaux. Ils furent installés dans des circonscriptions créées ad hoc, les provinces d'émigrés (qiao), les groupant souvent par lieu d'origine, sous la direction des personnes qui exerçaient déjà l'autorité sur la communauté dans le Nord. Ainsi, on chercha à maintenir l'existence et l'identité des communautés du Nord dans leurs régions d'accueil, d'autant plus que bien souvent ces nouvelles circonscriptions reprenaient le nom de celles du Nord d'où venaient la plupart des immigrés qui y étaient installés. Ceux-ci furent recensés sur des « registres blancs » (baiji), à part des registres jaunes concernant les populations implantées depuis plus longtemps dans le Sud. Cela leur octroyait des exemptions de taxes et de corvées, mesure ayant pour but de faciliter leur installation, et devait les inciter à s'enregistrer auprès des autorités, qui souhaitaient garder un œil sur cette population mouvante.
Ces mesures furent couramment remises en cause, car les mouvements de population constants entraînèrent une difficulté de recensement des personnes immigrées, ainsi que sans doute des abus dus à des personnes recherchant les exemptions de taxes sans y avoir droit ; de plus l’État avait des besoins financiers tels qu'il ne pouvait tolérer qu'une si grande partie de ses sujets bénéficie d'avantages fiscaux substantiels et échappe à son emprise. Furent donc menées à plusieurs reprises des politiques de « naturalisation » (tuduan) des immigrés, visant à les intégrer dans des circonscriptions normales. Ces politiques furent conduites sous Chengdi en 341, Huan Wen en 364 et Liu Yu en 413, mais n'aboutirent pas à la suppression de ce statut. 
En dehors de ces problèmes administratifs et fiscaux, les immigrés suscitaient également l'intérêt des membres des élites qui cherchaient à les installer sur leurs domaines de façon à les placer sous leur dépendance. Cela leur donnait ainsi un avantage dans leurs rapports avec l'autorité centrale, notamment par le biais des armées privées qu'ils pouvaient ainsi se constituer. Cela accompagna le triomphe des élites originaires du Nord sur celles déjà implantées dans le Sud au IIIe siècle voire auparavant.
Au fil des générations, les descendants d'immigrés s'adaptèrent au Sud. La proclamation par Huan Wen de sa volonté de reconquérir le Nord ne fut pas accueillie avec enthousiasme chez les élites de Jiankang, certains critiquant même son entreprise. Du reste, si les premières offensives vers le Nord furent menées avec une véritable volonté de retour dans le pays d'origine, celles du Huan Wen et de Liu Yu furent plutôt menées pour servir les ambitions politiques de ces généraux. Les lettrés s'étaient adaptés aux paysages du Sud et aux plaisirs de la capitale méridionale, marquant déjà leur opposition face aux « Barbares » du Nord.

### Le pouvoir impérial et les élites
La période des Jin de l'Est se singularise dans l'histoire de la Chine ancienne et médiévale par le fait que la cour impériale fut mise sous tutelle par les grandes familles aristocratiques, et ne fut renversée que tardivement. Cela contraste avec les successions dynastiques rapides qui eurent lieu à la même époque au Nord, et par la suite au Sud, où aucune des dynasties n'eut la même longévité que les Jin tout en ayant écarté les grands lignages de l'exercice du pouvoir central.
Les Jin occidentaux avaient mis en place un système politique visant à éviter la concurrence des aristocrates, qui consistait à confier les postes militaires et provinciaux les plus importants aux membres du lignage impérial, la famille Sima. Mais cela avait transporté les luttes pour le pouvoir au sein de ce clan, qui était décimé à la sortie de la guerre des huit princes et des conflits contre les chefs de guerre non-chinois qui s'en étaient suivis. Le fondateur des Jin orientaux, Sima Rui/Yuandi, était un des rares survivants du lignage impérial après cette période de troubles, mais il était issu d'une branche éloignée dont aucun ancêtre n'avait été empereur, et devait son ascension à sa proximité avec le clan aristocratique des Wang de Langye. Il ne disposait donc pas des moyens et des réseaux qui l'auraient mis en mesure de reproduire le système des Jin occidentaux, et fut au contraire dès les débuts de la dynastie placé sous la coupe des aristocrates : il put régner, mais pas diriger, ce qu'il vécut très mal sans pouvoir rien y faire. Ce schéma d'une famille impériale sans influence réelle sur les affaires politiques et militaires fut en place durant toute la période des Jin orientaux, et constitue une spécificité de celle-ci. La fonction impériale était néanmoins toujours très importante du point de vue symbolique et rituel, suivant les principes posés depuis les Han. C'est ce que reflétèrent les tensions autour de l'autorisation donnée aux moines bouddhistes de ne pas se prosterner devant le souverain, mal vue des plus traditionalistes (confucéens surtout) pour qui cette fonction était intouchable, l'empereur, détenteur du mandat céleste, assurant un rôle de lien entre le monde humain et celui des esprits. Incarnation de l’État, les sujets avaient envers lui un devoir de soumission (zhong) qui resta toujours respecté en façade. 
Les institutions impériales reprenaient donc l'héritage Han tel qu'il avait déjà été modifié par les Wei et les Jin occidentaux. Les plus hautes charges politiques étaient confiées aux directeurs du Secrétariat impérial (zhongshu sheng) et secondairement la Chancellerie (menxia sheng). Les « ministères » étaient répartis dans le Département des Affaires d’État (shangshu sheng), divisé en « cinq bureaux » (wucao) : Bureaux du personnel (libu), des sacrifices (cibu), de la guerre (wubing), du recensement (zuomin) et des revenus (duzhi). L'administration provinciale était constituée de plusieurs circonscriptions, qui sont de la plus à la moins importante la province (zhou), la commanderie (jun) et le comté (xian). Le catalogue de ces fonctions ne dit pas grand-chose sur la réalité de l'exercice du pouvoir sous les Jin orientaux, qui est encore mal compris. Les principales familles disposaient des postes politiques les plus prestigieux (ceux dits « purs ») qui leur étaient en principe réservés, et que les empereurs avaient concédé avec de plus en plus de facilité aux élites émigrées, même si cela les avait vidé de leur substance (les postes les plus recherchés n'étant pas forcément ceux qui offraient le plus de pouvoir). De fait, le pouvoir des élites (anciennes ou récentes) reposait de plus en plus sur leur emprise sur les groupes sociaux (relations de clientélisme avec les communautés locales, les garnisons militaires), et pas forcément sur les fonctions qu'ils détenaient. 
Les familles qui furent en mesure de jouer le plus grand rôle sont les Wang de Langye, les Wang de Taiyuan et les Yu de Yingchuan qui étaient déjà importants à Luoyang sous les Jin occidentaux et d'où furent issues plusieurs impératrices. Elles durent composer avec d'importantes familles déjà implantées dans la région du Bas Yangzi avant l'arrivée des Jin, comme les Zhou de Yixing, qui appuyèrent bon gré mal gré les Jin orientaux et les grands lignages émigrés. Plus tard se joignirent à ce groupe les Huan de Qiaoguo et les Xie de Chenguo qui s'étaient hissées au rang des autres familles illustres grâce à leurs succès dans l'appareil militaire, moyen le plus efficace d'ascension sociale durant cette période troublée, avant de les supplanter (voir plus bas). Ces magnats étaient en général de grands propriétaires terriens, disposant sur leurs domaines d'un grand nombre de dépendants, dont beaucoup d'émigrés chez les grands lignages du Nord, qui pouvaient également leur servir d'armée privée en cas de besoin. La continuité de l’État était primordiale pour les élites, dont la position sociale et politique passait par la détention de titres officiels, et la permanence de l’État leur apportait plus de sécurité qu'une recherche d'autonomie pouvant générer anarchie, guerre civile et la fin de leur clan. Là encore les problématiques fiscales révélaient le limites du pouvoir de l'État face à ces magnats : les grands propriétaires domaniaux avaient profité de mouvements de population et de la déstabilisation de pouvoirs publics pour soustraire des milliers de leurs dépendants du regard des agents fiscaux chargé du recensement, et lorsqu'un fonctionnaire nommé à Guiji (Shaoxing) chercha à mettre fin à cette situation dans sa circonscription, les coupables jouèrent de leur influence pour le faire évincer. 
La position des élites devait être assurée grâce au contrôle de postes importants, mais aussi des alliances politiques, tant les rivalités entre eux pouvaient être fortes et destructrices durant les épisodes de guerres civiles. Leur prestige passait également par leur affirmation dans le milieu des débats intellectuels très en vogue à Jiankang, leur raffinement étant une illustration de la grandeur de leur lignage. Les stratégies matrimoniales furent également primordiales au sein du milieu des élites, et révèlent les différents groupes aristocratiques qui se mêlent et assoient ainsi leur position : famille impériale, familles éminentes (gaomen), familles appauvries (hanmen, « portes froides »), familles militaires, lignages méridionaux.

### Le triomphe des familles militaires
Néanmoins, il apparaît qu'aucun lignage éminent ne fut en mesure de s'imposer durablement aux postes-clés de l’État et de revendiquer le pouvoir impérial, ouvrant la voie aux ambitions des familles militaires. On reconnut donc aux empereurs Jin la détention du mandat céleste jusqu'à ce que des chefs de guerre puissants envisagent de se l'attribuer devant l'échec manifeste des empereurs signifiant la perte de l'appui céleste : Huan Xuan sans succès d'abord, puis Liu Yu de façon définitive, après un rituel d'abdication très formalisé impliquant également l'appui de plusieurs personnalités religieuses de premier rang, aussi bien bouddhistes que taoïstes.
La situation politique troublée qui était celle de la Chine depuis la fin des Han avait en effet fait basculer le centre du pouvoir dans le cadre militaire en lieu et place du cadre civil. Ceux qui disposaient des moyens militaires les plus importants exerçaient le pouvoir, et à ce jeu les empereurs avaient été mis sur la touche. Les Jin orientaux héritèrent de cette situation, puisque dès leurs débuts ce furent les élites immigrées qui disposèrent du pouvoir militaire, après avoir placé sous leur contrôle les immigrés de plus basse extraction qui fournissaient le gros de leurs armées. Ceux-ci échappaient au pouvoir impérial en raison de la faible emprise de celui-ci sur les structures agraires, notamment à la suite de la mise en place des provinces d'immigrés sur lesquelles il avait peu d'autorité. 
Pour les élites, il importait donc de disposer d'un grand nombre de dépendants fournissant les ressources matérielles et humaines nécessaires à la puissance militaire. Ils cherchaient donc à étendre leurs domaines et à y placer des personnes issues des immigrés, mais aussi de toute la frange de population en situation de vagabondage, des criminels et prisonniers de guerre, y compris ceux issus des populations indigènes du Sud (surtout les Man, réputés pour être de farouches guerriers). Mais ils ne parvinrent jamais vraiment à exercer un contrôle durable sur ces combattants potentiels, les désertions étant un mal endémique des troupes des dynasties du Sud. 
La source la plus sûre de puissance militaire était donc une armée régulière bien entraînée. L'élite militaire des Jin orientaux était celle du Commandement du Nord (beifu), une garnison basée à Jingkou (aujourd'hui Zhenjiang), au nord-est de Jiankang. L'affirmation de ce corps d'armée est lié à celui de familles issues de lignages d'origine obscure, qui prirent le contrôle sur l'appareil militaire de l'empire, les Huan et les Xie. Cela se fit concomitamment à la perte du pouvoir militaire des élites anciennes, dont l'assise territoriale avait été affaiblie par les mesures successives de naturalisation de provinces d'immigrés (surtout sur Huan Wen (en)), les reléguant à un rôle civil et intellectuel. La suprématie des troupes du Commandement du Nord parut au grand jour au moment de la défaite de Fú Jiān en 383, conduite par le clan Xie qui contrôlait son commandement. Ce corps d'armée devint finalement une menace pour le pouvoir central, qui ne fut pas en mesure de le mettre au pas malgré les tentatives de Sima Daozi et de Huan Xuan. Son général Liu Yu sortit vainqueur des conflits du début du Ve siècle, ce qui lui permit finalement de fonder sa dynastie. Par la suite les mesures visant à écarter les grands lignages du royaume des affaires militaires furent poursuivies, suivant des modalités similaires à celles mises en place par les Jin occidentaux, et aboutirent à la concentration du pouvoir martial entre les mains du clan impérial et de ses proches.

## L'élaboration d'une culture chinoise méridionale
Après la fin chaotique des Jin occidentaux et les nombreuses morts et destructions qui l'accompagnèrent, les lettrés du Sud reconstituèrent progressivement une vie intellectuelle, marquée par un renouveau de la poésie, de la calligraphie, de la peinture, et un essor des études bouddhistes, dans les cercles de la cour impériale et des grands lignages aristocratiques. Ils posèrent ainsi les bases de la riche tradition culturelle des dynasties méridionales du Haut Moyen Âge chinois.

### L'essor des études et conversations lettrées
Au début de la dynastie des Jin orientaux, les dévastations qui avaient détruit les grands centres intellectuels du Nord, à commencer par la bibliothèque impériale de Luoyang, la capitale des Jin occidentaux, et entraîné la mort de nombreux hommes de lettres, imposèrent une période de reconstitution du milieu intellectuel dans le Sud. Parmi les immigrés se trouvait nombre de lettrés, à l'image de Kong Yan (268-320), descendant de Confucius, qui s'était rendu dans le Sud dès 307-311 parmi les premières vagues de migrations, ou le poète et auteur de commentaires Guo Pu (276-324), qui ont laissé des écrits sur leur expérience des destructions, de l'exil et du déracinement dans un milieu peu propice aux études lettrés, jugé inconfortable par ceux-ci, notamment parce que la population locale du pays de Wu parlait son propre dialecte, mais ils trouvèrent l'appui des membres élites aristocratiques. Les lettrés avaient notamment souvent besoin de l'appui des notables pour exercer leur métier, notamment pour avoir accès au papier et à l'encre dont l'usage devint dominant, en lieu et place des tablettes de bambou et de bois qui étaient les plus utilisées auparavant.
Une génération plus tard la vie intellectuelle à Jiankang et dans les alentours commença à être florissante, poursuivant les traditions des périodes précédentes. Le IIIe siècle avait vu le développement de la tendance intellectuelle des « conversations pures » (qingtan), qui fut une des caractéristiques marquantes des milieux lettrés des dynasties du Sud. Initié dans le royaume des Cao-Wei par de grands penseurs comme He Yan et Wang Bi, il fut importé dans le Sud par les émigrés lettrés, et s'y implanta aisément avec l'appui des élites. Il reposait beaucoup sur des réflexions taoïsantes portant sur le « non-être » et divers autres mystères faisant l'objet de spéculations. L'introduction du bouddhisme dans le milieu intellectuel chinois durant la période de division fit qu'on commença à en débattre dans ces cercles, ce qui se fit d'autant plus facilement que plusieurs concepts taoïstes étaient proches des siens, et que de nombreux intellectuels tentèrent de les rapprocher voire de les unifier ; la vacuité bouddhiste fut ainsi assimilée au non-être taoïste cher à Wang Bi. 
Le milieu lettré de l'époque des Jin orientaux mêlait ainsi des personnes marquées par les concepts confucéens, taoïstes ou bouddhistes, ce qui produisit un syncrétisme religieux et intellectuel posant les bases des riches développements intellectuels des dynasties du Sud qui suivirent les Jin. On y trouvait diverses figures, qui furent célébrées dans Anecdotes contemporaines et nouveaux propos (Shishuo xinyu) de Liu Yiqing, qui décrivit leurs conversations qui avaient lieu dans des villas, des promenades dans des jardins ou la campagne, lors de banquets ou de retraites religieuses qui étaient autant d'occasions de discuter ou de composer des poésies, de s'exercer à la calligraphie ou la peinture. On y trouve une galerie de personnages allant du ministre-mécène Xie An, intellectuel à ses heures qui accueillait un cercle de lettrés dans sa résidence de Guiji dans les années 350, notamment sa nièce Xie Daoyun, poétesse et calligraphe, elle-même belle-fille du grand calligraphe (et poète) Wang Xizhi, le bibliographe Li Chong, le poète Sun Chuo, en passant par le poète et penseur taoïste Xu Xun ou le moine bouddhiste Zhidun qui fut l'un des principaux vulgarisateurs du bouddhisme qu'il expliquait par les concepts taoïstes. Plusieurs femmes de lettres se trouvaient dans ses milieux, disposant de collections de manuscrits importants, et rédigeant parfois des œuvres, à l'image des deux sœurs Chen Chen et Chen Fen

### Religions et courants de pensée
La période de division de la Chine est marquée par l'expansion de la religion bouddhiste, aussi bien au Nord qu'au Sud, qui s'accélère au IVe siècle grâce aux efforts de traducteurs et théoriciens remarquables. En lien avec les « conversations pures », elle prend chez les dynasties du Sud un aspect plus intellectuel et spéculatif. Elle se développe sous l'impulsion de moines lettrés bien intégrés dans les milieux lettrés de l'époque et leurs débats, avec des appuis politiques majeurs. Le moine Zhu Daoqian (286-374), fort du soutien du clan Wang puis de celui de l'empereur Mingdi, put fonder deux monastères à Jiankang. Il fraya le chemin pour Zhi Dun (ou Zhi Daolin, 314-366), moine-lettré très bien introduit dans les cercles lettrés (il était proche de Xie An et Wang Xizhi), fin connaisseur de la pensée chinoise traditionnelle (il fit un commentaire bouddhiste du Zhuangzi) et promoteur d'une unité des trois enseignements, assimilant Bouddha au Tao et les valeurs du karma à celles du confucianisme. Dao'an, moine venu du Nord en 365, compila de nombreux textes sacrés bouddhistes et assura leur promotion. Il popularisa le culte de Maitreya, le Bouddha du futur, et introduisit des règles monastiques, ce qui favorisa l'essor du monachisme bouddhiste chez les Chinois, alors que jusque-là il reposait surtout sur des moines d'origine étrangère. Après son retour dans le Nord en 379, son disciple Huiyuan (334-416) prit sa relève dans le Sud, à partir du Mont Lu dont il fut le fondateur. Il se tourna vers le culte du Bouddha Amitabha, l'« école de la Terre pure », du nom du lieu paradisiaque où les fidèles de ce Bouddha espéraient renaître pour se parfaire et atteindre le nirvana. Il passe pour avoir fondé la Société du lotus blanc (bailian she), qui fut très active dans le développement de l'école de la Terre pure en Chine. 
Les succès remportés par le bouddhisme dans le milieu des élites et à la cour suscitèrent des réactions chez leurs opposants, en particulier confucianistes, qui portèrent en particulier sur leur allégeance au souverain. Les moines bouddhistes, sortis du monde, devaient en effet seulement allégeance à Bouddha, et ne pouvaient donc pas se prosterner devant le monarque, comme le voudrait le principe de loyauté (zhong) respecté par la pensée chinoise traditionnelle. Les penseurs bouddhistes répliquèrent que les moines étaient bien favorables à l'empereur, qu'ils bénissaient et pour le bien duquel ils priaient. Ils eurent gain de cause. L'empereur Xiaowu (373-396) adhéra pleinement à la doctrine bouddhiste, faisant même ériger un monastère dans son palais. Il ne se détourna pas pour autant des sacrifices au Ciel et à la Terre accomplis dans la périphérie de la capitale, que l'empereur devait conduire lui-même chaque année, comme l'avaient fait avant lui les monarques des empires chinois. Le culte des ancêtres dynastiques impériaux restait également important. En préservant sa suprématie dans les affaires religieuses, l'empereur gardait une importance symbolique que n'avaient pas les chefs de guerre, puisqu'il restait ainsi le principal intermédiaire entre le monde humain et celui des esprits, qu'il s'agisse de ceux de la tradition antique chinoise ou des figures bouddhistes arrivées plus récemment. Quand il voulut renverser les Jin pour fonder sa propre dynastie, Liu Yu dut instaurer sa suprématie religieuse en initiant le culte de ses propres ancêtres promus de façon fictive au rang d'empereurs défunts, et se fit légitimer par les grandes figures du taoïsme et du bouddhisme de son époque.
Les courants taoïstes connurent une période de grande ébullition intellectuelle sous les Jin orientaux. Depuis la fin des Han, avaient émergé des mouvements structurés, en premier lieu l'école des Maîtres célestes (ou « école des cinq boisseaux de riz »), qui organisait un clergé hiérarchisé ainsi qu'un ensemble de croyances et de pratiques structurées que devaient suivre ses fidèles dans le but d'atteindre l'immortalité. Des penseurs situés en dehors de ce cercle fondèrent leurs propres courants de pensée. Xu Xun (239-374) fonda ainsi l'école « Claire et lumineuse » (Jingming). Plus important, Ge Hong (283-363) rédigea le Baopuzi, un des textes majeurs de la tradition taoïste. Ce lettré talentueux était très versé dans les pratiques alchimistes qui occupent une grande place de la première partie de son ouvrage, fournissant la recette d’élixirs à ingérer lors de rituels pour prolonger son existence cheminer vers l'immortalité. Il explique par ailleurs d'autres pratiques, de nature exorcistiques, sexuelles, et développe des réflexions iconoclastes, en particulier contre la morale traditionnelle du confucianisme. Le développement du taoïsme méridional se concrétisa à la fin du IVe siècle et au début du Ve siècle avec l'apparition de deux des écoles religieuses majeures de l'époque médiévale, reposant sur des textes révélés : le Shangqing (« Haute pureté », ou école du Maoshan) et le Lingbao (« Joyau sacré »), ce dernier très marqué par l'influence bouddhiste.

### Littérature, calligraphie et peinture
L'une des personnalités les plus marquantes du milieu lettré de la période des Jin orientaux est Wang Xizhi (321-379), originaire du Zhejiang, passé à la postérité comme un des plus grands calligraphes de la Chine. On lui reconnaît un style novateur très élégant, en particulier dans le style « régulier » (xingshu) et le style cursif (caoshu). Son œuvre la plus célébrée est la Préface au recueil du pavillon des Orchidées. Elle fut rédigée après une des réunions courantes dans les milieux lettrés de l'époque, lors d'une fête religieuse, durant laquelle il avait composé des poèmes avec ses amis, compilés dans un texte dont il réalisa la préface. Son style fut recopié à foison, l'art calligraphique étant alors très prisé et suscitant un marché lucratif dont entendaient profiter les nombreux imitateurs des plus beaux pinceaux. Son fils Wang Xianzhi (344-386) fut également un calligraphe remarquable, excellant dans le style cursif.
À l'image de Wang Xizhi et de ses compagnons du pavillon des orchidées et du cercle de Xie An, la poésie était un des exercices littéraires fétiches des lettrés de l'époque des Jin orientaux, dans le cadre des « conversations pures ». C'est à la même époque que fut active la poétesse Xie Daoyun, autre membre du puissant clan Xie, devenue par la suite un modèle de femme lettrée, le poète Sun Chuo reconnus surtout pour leurs poèmes pentasyllabiques. Les deux plus grands poètes de la période appartiennent à la génération suivante, celle de la fin des Jin orientaux et du début des Liu-Song. Tao Qian (ou Tao Yuanming, 365-427), après une carrière de fonctionnaire pleine de désillusions, décida de se retirer de la vie publique pour élaborer une « poésie champêtre » (tianyuan shi) célébrant la nature et la campagne dans laquelle il s'était retiré, décrivant la vie de tous les jours du domaine rural où il vivait. Dans un registre plus original, le Récit de la source des fleurs de pêcher (Taohuayuan ji), une de ses œuvres les plus célèbres, évoque des descendants de la dynastie Qin qui auraient vécu retirés du monde dans une contrée imaginaire, menant une vie simple dans la paix et l'abondance. Xie Lingyun (385-433) est quant à lui couramment crédité de la paternité du genre de la poésie paysagère, la « poésie des montagnes et des rivières » (shanshui shi), mettant à profit ses nombreux exils dans les provinces dus à son caractère intransigeant, et reprenant aussi les influences de la pensée bouddhiste. Ils reflètent ainsi une tendance marquante des intellectuels de la période suivant la chute de la dynastie Han, dont le modèle idéalisé est celui des Sept Sages de la forêt de bambou, qui développèrent un goût pour les thématiques naturalistes et le retrait du monde, donc une poésie paysagère et introsspective dans la mouvance du développement du taoïsme et du bouddhisme. Des réflexions sur la poésie apparaissent chez d'autres auteurs de la période, comme le taoïste Ge Hong, qui fut un virulent critique de la poésie de cour traditionnelle héritée des lettrés de l'époque Han, trop formaliste et pas assez émotionnelle à son goût. Un autre genre de poésie chantée, abordant des thèmes plus légers, sentimentaux voire grivois connut une certaine popularité dans le milieu de la cour, celui des yuefu du Sud, notamment les « chants de Wu » reflétant des traditions méridionales anciennes.
La littérature narrative connut un développement notable sous les Jin orientaux. La Forêt des conversations (Yu lin) de Pei Qi, datée de 362, compile des anecdotes concernant des personnes célèbres du passé et du présent très appréciées dans le milieu des élites et des joutes verbales, posant les bases des Anecdotes contemporaines et nouveaux propos (Shishuo xinyu) de Liu Yiqing (403-444), chef-d’œuvre du genre, qui évoque les figures marquantes des débats intellectuels de l'époque des Jin orientaux. À la recherche des esprits (Shoushen ji) de Gan Bao, rédigé au début du IVe siècle, est un recueil d'histoires de fantômes qui inaugure le genre des « histoires étranges » (zhiguai), voué à un grand succès dans la littérature chinoise ultérieure. La prose fut également développée pour des discours dont les qualités stylistiques étaient très recherchées, développant un art de la prose publique dans lequel excellèrent plusieurs fonctionnaires lettrés à cette période, comme le ministre Yu Liang, ou même le général Huan Wen dont la proclamation de guerre contre le Nord fut célébrée. La littérature épistolaire en prose fut brillamment représentée, notamment par les écrivaines Sun Qiong et Chen Chen, de même que les échanges de poèmes épistolaires entre lettrés. L'art des textes funéraires se développa par ailleurs, avec l'essor des stèles funéraires inscrites (bei wen), de la rédaction d'éloges funèbres après la mort d'un grand personnage. L'écriture des biographies fut également courante, Ge Hong ayant par exemple laissé deux recueils de biographie des lettrés et de reclus vertueux.

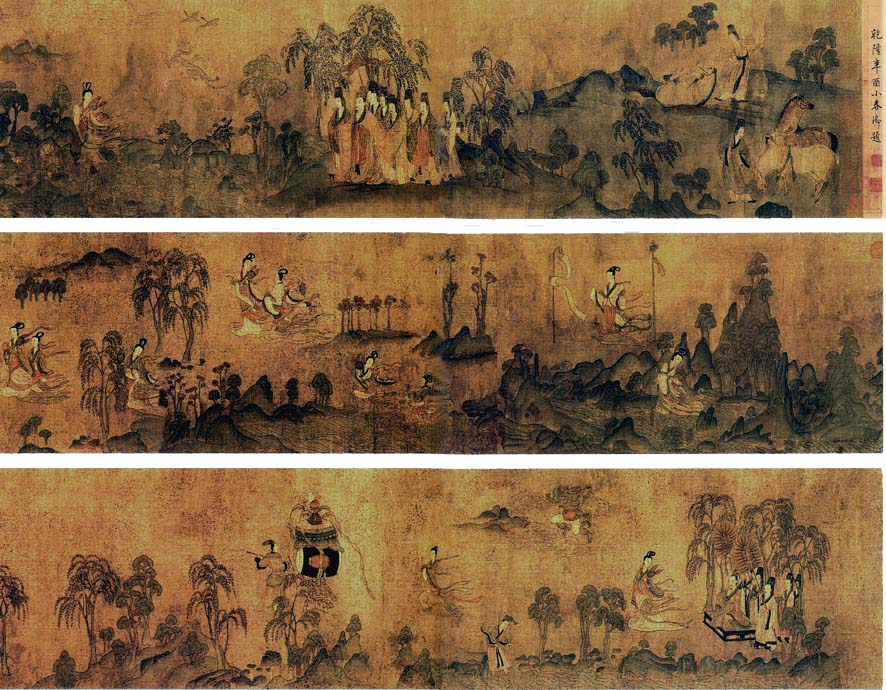
Le Récit de la nymphe de la rivière Luo de Gu Kaizhi, copie du XIII.

La peinture était également en vogue dans les cercles intellectuels chinois. Elle était très liée à la poésie, qui lui fournissait ses sujets de prédilection. Le plus grand peintre de l'époque des Jin orientaux est Gu Kaizhi (345-406), le premier grand maître de la peinture sur rouleaux. Ne subsistent que trois de ses œuvres, connues que par des copies postérieures, comme le Récit de la nymphe de la rivière Luo, illustration d'un poème de Cao Zhi. On sait par les textes qu'il peignait également des fresques dans les temples bouddhistes, sa peinture du Bouddha dans le Temple des Tuileries (Wa guan si) de Jiankang étant particulièrement célébrée, une anecdote prétendant même qu'elle parut prendre vie aux yeux de ceux qui regardèrent sa finalisation. Il rédigea également un ouvrage théorique sur la peinture, la Note sur la peinture de la montagne de la terrasse des nuages (Hua Yuntai shan ji), expliquant quel devait être le rendu d'un paysage majestueux de montagne, en accord avec les inclinations naturalistes du milieu intellectuel de son temps.

## Les tombes méridionales sous les Jin orientaux
Les recherches archéologiques ont repéré et mis au jour plusieurs tombes de la période des Jin orientaux. En fait, la périodisation archéologique ne permet pas vraiment de dater précisément les tombes, sauf si elles comprennent des inscriptions permettant de les identifier. On peut néanmoins repérer des changements dans la disposition des tombes qui sont manifestement liés à l'arrivée des immigrés du Nord au début du IVe siècle. Les pratiques funéraires n'évoluent ensuite de façon plus marquée que durant la seconde moitié du Ve siècle, vers les derniers temps des Song du Sud. C'est donc cette période, plus large que le cadre chronologique de l'article, qui sera traitée ici. 
Les tombes des gens du peuple, rarement fouillées, sont simples : il s'agit en général de fosses sans maçonnerie, sauf pour les plus aisés, qui disposent également d'un matériel funéraire plus important. Les archéologues se concentrent surtout sur les tombes plus vastes des élites, constituées d'une chambre quadrangulaire simple et disposant d'une longue rampe d'accès. Au-delà de ces constats généraux, ces sépultures ne présentent pas une tradition uniforme sur tout l'espace de la dynastie des Jin de l'Est, mais des ensembles régionaux, témoignage des différences culturelles qui traversaient cet empire. Les tombes de la région de Jiankang sont semblables à celles fouillées dans le Nord pour l'époque des Jin de l'Ouest, ce qui paraît logique en raison de la forte implantation des élites immigrées dans cette région qui entraîne un changement dans l'architecture funéraire. Les chambres ont généralement un toit en voûte en berceau, parfois en forme de dôme. Dans les types les plus élaborés, les cercueils sont disposés sur une plate-forme, des niches ont été creusées dans les murs, sans doute pour qu'on y dispose des lampes. Les décors constitués de briques moulées se répandent, et deviennent courants sous les dynasties méridionales suivantes. Dans la région du Moyen Yangzi, on remarque que plusieurs tombes du Jiangxi ont des chambres disposant de piliers et d'arches servant de séparateurs entre plusieurs espaces, tandis que dans le Hubei certaines sont constituées de chambres parallèles. Dans le Fujian, il n'y a pas de type de tombe dominant. Cette absence de spécificité semble refléter le peuplement récent de cette région par les élites qui n'y ont pas encore développé une identité régionale spécifique. Une tombe exhumée à Zhaotong dans le Yunnan et datée de la fin du IVe siècle, où est enterré un certain Huo qui a servi de gouverneur provincial dans cette région, est constituée d'une chambre unique de 3 m2 dont le plafond est de forme pyramidale. Elle est remarquable par les peintures sur plâtre qui y ont été exécutées, divisées en plusieurs registres : ceux du haut représentent des motifs célestes, tels que des nuages, étoiles, et le soleil, et sur chacun des murs des animaux représentant les points cardinaux (tortue et serpent au nord, tigre à l'est, dragon à l'ouest, phénix au sud) avec d'autres êtres célestes ; les registres inférieurs représentent le monde des humains, le défunt figurant en grand assis sur une plate-forme, entouré de ses serviteurs (buqu), notamment des hommes en armes. 
Les tombes impériales se trouvaient dans la région de Jiankang, l'actuelle Nankin. Au moins deux ensembles ont été repérés : un au nord de la ville, à Jilongshan, daté des débuts de la dynastie ; un autre à l'est, à Zhonshang ; d'autres tombes isolées devaient se trouver dans les environs de la capitale. Ces tombes n'ont pu être attribuées avec certitudes à des empereurs ou autres membres de la famille impériale. Les dispositions de trois d'entre elles sont bien connues, et renvoient à ce qui est connu pour les Jin de l'Ouest. Comme les tombes des élites, elles ont une simple chambre quadrangulaire, couvrant entre 25 et 44 m2 de surface au sol. Leurs murs de briques sont épais, leur toit en forme de voûte en berceau. Le passage d'entrée était barré par deux grandes portes.